# 太原大学
太原大学（越南语：／），是一所越南的高等院校，位于首都河内以北的太原省。在老街省、宣光省也有分校区。是越南重点大学之一，由越南教育部主管。

## 历史沿革
太原大学的历史可以追溯至1965年成立的越北师范大学。基于发展高等教育的需求，越南政府于1994年4月批准将太原市内包括越北师范大学在内的各所本科院校组建成综合性的太原大学，并明定该校实施二级管理模式，可以在旗下再设立大学。
2019年3月，越南政府总理阮春福同意位于老街省的老街高等师范专科学校并入太原大学，成立太原大学老街校区。2023年2月，河江高等师范专科学校亦并入太原大学，成立太原大学河江校区。

## 結構
类似于河内国家大学、胡志明市国家大学，太原大学也实行“会员大学”和一般院系并存的院校结构，其中“会员大学”不同于直属院系，它是独立的大学通过加盟方式参与太原大学，有较强的自主性。

### 會員大學以及學院
- 信息科技大學
- 师范大學
- 农林大學
- 经济商业大學
- 工业大學
- 医药大學
- 科學大學
- 经济技术高等专科学校

### 直屬部門
- 外语系
- 太原大学国际学院
- 太原医药大学附属医院

### 研究中心
- 生命科學研究所
- 山區科技社會人文研究所
- 工業工程高新技術開發研究院
- 東北研究與技術轉讓中心